# Harry Abend
Harry Abend, OFM (Jarosław, Polonia, 5 de mayo de 1937-Caracas, Venezuela, 18 de enero de 2021) fue un escultor y arquitecto venezolano de ascendencia polaca, con una carrera sólida de más de sesenta años; llegó a ser uno de los máximos representantes de la escultura en Venezuela, merecedor del Premio Nacional de Escultura en 1963 y de la Orden Francisco de Miranda en 1990.

## Biografía
A los 11 años se trasladó a Venezuela, con sus padres y su hermano. Ingresó en el Colegio Moral y Luces y luego en el Liceo Andrés Bello de Caracas. Graduado de bachiller, estudió arquitectura en la Universidad Central de Venezuela mientras empezó su labor escultórica. A los 26 años de edad fue condecorado con el Premio Nacional de Escultura por la escultura Forma 1961, en el Salón Oficial.
Ejerció también la orfebrería, trabajando en oro, plata y piedras preciosas. Trabajó esculturas en madera y con vaciados en concreto y bronce; y ejecutó aparte elementos arquitectónicos a gran escala (puertas, muros, techos y fachadas) de edificios importantes como el Teatro Teresa Carreño y de sinagogas como la Unión Israelita de Caracas, dada la naturaleza judía del artista. También fue grabador, dibujante en grafito y silógrafo. 
Fue condecorado con la Orden Francisco de Miranda en Primera Clase, en 1990. Abend es reconocido como uno de los Maestros Contemporáneos Venezolanos de más carrera y trayectoria de los últimos cincuenta años; frecuentemente se le encargaban proyectos de diversa naturaleza e importancia. Ejemplos de esto hay desde la joya (collar de oro con esmeralda en bruto) para la reina y emperatriz de Irán, Farah Pahlaví, en la conmemoración de los 400 años de Persépolis, hasta el diseño y ejecución de la reja perimetral del Tribunal Supremo de Justicia de Venezuela, su país de residencia. Abend fue el artista homenajeado en la Feria Iberoamericana de Arte 2009.
Falleció el 18 de enero de 2021 en Caracas a la edad de 83 años por complicaciones derivadas del COVID-19.

## Obra
Abend llegó a Venezuela en 1948. A finales de los años cincuenta, mientras estudiaba en la Escuela de Arquitectura de la Universidad Central de Venezuela, asiste al taller de plástica que allí dirigía Miguel Arroyo. Su primera exposición individual (Museo de Bellas Artes, Caracas, 1962) estaba conformada por piezas en bronce fundido de superficie pulida y tallas en madera. Entre las primeras, la serie titulada Formas lo hace merecedor del Premio Nacional de Escultura (1963). Participó en el Taller de Quebrada Honda en ocasión de la visita al país del escultor británico Kenneth Armitage; los resultados son expuestos en la muestra Kenneth Armitage y ocho escultores venezolanos (Museo de Bellas Artes, 1964). Por entonces abandonó la superficie pulida y realizó, para su segunda individual (Museo de Bellas Artes, 1965), relieves en bronce de abruptos volúmenes geométricos y obras de influencia informalista, en las que primaba el interés por la materia.
Posteriormente, se adhiere al constructivismo geométrico. Bajo esta tendencia desarrolla relieves destinados a la integración arquitectónica en varios edificios caraqueños, entre ellos la Sinagoga de la Unión Israelita (1969); el Hotel Caracas Hilton, hoy Hotel Alba (1973); la Sala Plenaria de Parque Central (1974); la Sinagoga de la Asociación Beth-El (1974-1975), y el Teatro Teresa Carreño (1980-1982). Una selección de este tipo de trabajos, de mediano formato y realizados en concreto armado, son presentados en la Sala Mendoza (Caracas, 1973). Entre 1976 y 1982 reside en Londres. Por esta época la madera se convierte en su material más empleado. Elaboró con ella distintas variedades de ensamblajes constructivo-geométricos: algunos mediante gruesos listones cuya severidad estructural contrasta con su irregular relieve, otros a partir de combinaciones de pequeñas piezas dispuestas en un orden tan riguroso como delicado, los cuales muestra bajo el título Puertas, ventanas y relieves en la Sala Mendoza (1980).
Ya de regreso en Venezuela, a mediados de los años ochenta, su obra cobra carácter orgánico. Al principio, lo antropomorfo y lo zoomorfo se sugieren a través de la madera; luego esta (como material) y la talla (como proceso) se convierten en los protagonistas. Las dimensiones pronto se vuelven totémicas con volúmenes ovoides y de pronunciada textura colocados sobre columnas o vigas que reposan en equilibrio o se yerguen en disposiciones de apariencia megalítica. Este trabajo fue mostrado por primera vez en el Museo de Bellas Artes (1989).
A continuación, a partir de troncos de árboles talados y desechados por la expansión urbana, los cuales cortaba en secciones cilíndricas e intervenía su corteza en menor o mayor grado, organizó conjuntos escultóricos que presenta en la Galería de Arte Nacional (Caracas, 1992) y la Sala Mendoza (1995). Destaca también en esta época una serie de obras de carácter conceptual en las que Abend introduce en cajas las virutas sobrantes de sus tallas, conformando así una suerte de “esculturas en negativo”, como han sido llamadas.

## Exposiciones
Expuso en muchas oportunidades, en diversas galerías, museos y bienales por todo el mundo, algunos de los cuales son:
- Bienal de Guayana.
- Bienal de São Paulo.
- Centro Cultural Corp Group.
- Centro Cultural Trasnocho.
- Electrum Gallery, Londres.
- Exposición Kleinplastik, Madurodam, La Haya (premiado).
- Galería de Arte Nacional de Venezuela.
- Galería Siete-Siete.
- Goldsmith's Hall, Londres.
- Jewelry Showcase: The Work of Harry Abend, Milwaukee, Estados Unidos.
- Museo Alejandro Otero.
- Museo de Arte Acarigua-Araure.
- Museo de Arte Contemporáneo del Zulia
- Museo de Arte Contemporáneo Francisco Narváez, Porlamar, Nueva Esparta.
- Museo de Arte Contemporáneo Sofía Imber.
- Museo de Arte Moderno de Río de Janeiro.
- Museo de Arte Moderno Jesús Soto.
- Museo de Bellas Artes.
- Roundhouse Gallery, Saint James, Church, Londres.
- Sala de exposiciones de la Fundación Mendoza.
- Salón D'Empaire, Maracaibo (ganador Premio Shell para escultura).